# Ioannis Poulos
Ioannis Poulos, grški sabljač, * ?, † ?.
Sodeloval je na sabljaškem delu poletnih olimpijskih igrah leta 1896, kjer je osvojil 7. mesto v individualnem rapirju.